# Cabra Marcado Para Morrer
Cabra Marcada para Morrer (Un uomo segnato dalla morte) è un documentario brasiliano del 1984 diretto da Eduardo Coutinho.

## Trama
Il regista Eduardo Coutinho ha pianificato un film sulla vita e la morte del leader contadino João Pedro Teixeira, assassinato a Paraíba per ordine di agricoltori locali nel 1962.
Le riprese del film sono iniziate nel 1964, ma la produzione è stata interrotta con il colpo di stato militare brasiliano.
Nel 1984, Coutinho tornò al materiale, girando nuovi filmati di alcuni attori e troupe.

## Riconoscimenti
1985 - Festival internazionale del cinema di Tróia
- premio per miglior documentario.

1985 - Festival internazionale del nuovo cinema latinoamericano a L'Avana
- premio per miglior documentario.

1985 - Festival di Berlino
- selezione ufficiale del festival.